# دميتروفسك
دميتروفسك (بالروسية: Дмитровск) هي إحدى مدن روسيا في الكيان الفدرالي الروسي أوريول أوبلاست.